# Triciclohexilfosfina
Triciclohexilfosfina es una fosfina terciaria, de fórmula P(C6H11)3. A menudo se abrevia PCy3, donde Cy significa ciclohexil. Comúnmente se usa como ligando en química organometálica. Se caracteriza por alta basicidad (pKa = 9.7) y gran ángulo de Tolman: 170°.
Complejos importantes que contienen ligandos P(Cy)3 son los catalizadores de Grubbs (quien obtuvo el Premio Nobel de Química de 2005) y el de hidrogenación homogénea de Crabtree.

Catalizador de Grubbs (primera generación)
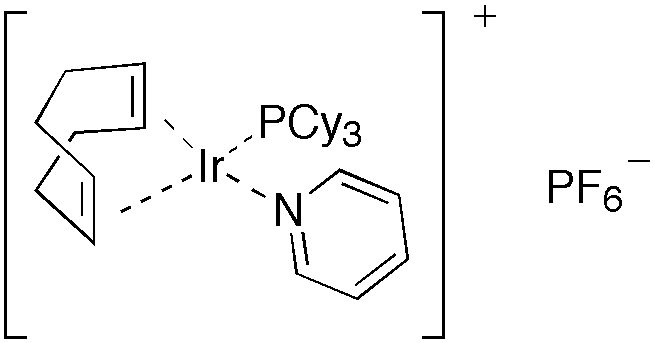
Catalizador de Crabtree